# Diana Piza
Diana Carolina Piza Yance (ur. 28 listopada 1988) – ekwadorska zapaśniczka walcząca w stylu wolnym. Piąta na igrzyskach panamerykańskich i siódma na mistrzostwach panamerykańskich w 2007. Brązowa medalistka igrzysk Ameryki Płd. w 2006. Wicemistrzyni świata juniorów w 2006 i trzecia w 2007 roku.